# Philosycus monstruosus
Philosycus monstruosus är en stekelart som först beskrevs av Grandi 1921.  Philosycus monstruosus ingår i släktet Philosycus och familjen fikonsteklar. Inga underarter finns listade i Catalogue of Life.